# Eupelmus caesar
Eupelmus caesar is een vliesvleugelig insect uit de familie Eupelmidae. De wetenschappelijke naam is voor het eerst geldig gepubliceerd in 1929 door Girault.